# Myiocephalus boops
Myiocephalus boops är en stekelart som först beskrevs av Wesmael 1835.  Myiocephalus boops ingår i släktet Myiocephalus och familjen bracksteklar. Arten är reproducerande i Sverige. Inga underarter finns listade i Catalogue of Life.